# پشانیک
پشانیک (به صربی: Pšanik) یک روستا در صربستان است که در لوچانی واقع شده‌است.
 پشانیک ۶٫۴۹ کیلومتر مربع مساحت و ۱۷۹ نفر جمعیت دارد و ۴۳۱ متر بالاتر از سطح دریا واقع شده‌است.